# Alfabet avèstic
L'alfabet avèstic és un sistema d'escriptura desenvolupat durant l'Imperi Sassànida (226-651 DC) per representar l'avèstic.

## Història
El desenvolupament de l'alfabet avèstic es va iniciar per la necessitat de representar correctament els textos de transmissió oral de l'avèstic. Les diverses col·leccions de textos que avui constitueixen el cànon de les escriptures zoroàstriques, els textos sagrats del mazdeisme, són el resultat d'una recol·lecció que es va produir al segle iv, probablement durant el regnat de Sapor II (309-379). És probable que l'alfabet avèstic sigui una innovació ad hoc relacionada amb aquesta recol·lecció.
L'escriptura de l'Avèstic és molt més recent que l'idioma avèstic parlat. Probablement es va desenvolupar durant l'era de l'Imperi Sassànida per escriure avèstic i també es va utilitzar per a textos en persa mitjà.
Després que l'islam conquerís el territori de l'Iran, el Pahlavi i l'escriptura avèstica van ser substituïts per l'escriptura aràbiga per escriure en persa. Actualment només els zoroastrians utilitzen l'escriptura avèstica.
L'escriptura avèstica es basa en l'antiga escriptura Pahlavi cursiva aramea, no obstant això és un alfabet de 37 consonants i 16 vocals. A més també es diferencien pel fet que les lletres estan lligades, com en l'àrab. S'escriu de dreta a esquerra.

## Grafemes
L'alfabet avèstic té en total 37 consonants i 16 vocals. Hi ha dos sistemes de transcripció per a l'avèstc, el més recent de Karl Hoffmann (Hoff. al quadre) i el més antic utilitzat per Christian Bartholomae (Bar. al quadre).
| Lletra | Transcripció | Transcripció | AFI       | Unicode                             |
| Lletra | Hoff.        | Bar.         | AFI       | Unicode                             |
| ------ | ------------ | ------------ | --------- | ----------------------------------- |
| 𐬀      | a            | a            | /a/       | U+10B00: AVESTAN LETTER A           |
| 𐬁      | ā            | ā            | /aː/      | U+10B01: AVESTAN LETTER AA          |
| 𐬂      | å            | —            | /ɒ/       | U+10B02: AVESTAN LETTER AO          |
| 𐬃      | ā̊            | å            | /ɒː/      | U+10B03: AVESTAN LETTER AAO         |
| 𐬄      | ą            | ą            | /ã/       | U+10B04: AVESTAN LETTER AN          |
| 𐬅      | ą̇            | —            | /ã/       | U+10B05: AVESTAN LETTER AAN         |
| 𐬆      | ə            | ə            | /ə/       | U+10B06: AVESTAN LETTER AE          |
| 𐬇      | ə̄            | ə̄            | /əː/      | U+10B07: AVESTAN LETTER AEE         |
| 𐬈      | e            | e            | /e/       | U+10B08: AVESTAN LETTER E           |
| 𐬉      | ē            | ē            | /eː/      | U+10B09: AVESTAN LETTER EE          |
| 𐬊      | o            | o            | /ɔ/       | U+10B0A: AVESTAN LETTER O           |
| 𐬋      | ō            | ō            | /oː/      | U+10B0B: AVESTAN LETTER OO          |
| 𐬌      | i            | i            | /ɪ/       | U+10B0C: AVESTAN LETTER I           |
| 𐬍      | ī            | ī            | /iː/      | U+10B0D: AVESTAN LETTER II          |
| 𐬎      | u            | u            | /ʊ/       | U+10B0E: AVESTAN LETTER U           |
| 𐬏      | ū            | ū            | /uː/      | U+10B0F: AVESTAN LETTER UU          |
| 𐬐      | k            | k            | /k/       | U+10B10: AVESTAN LETTER KE          |
| 𐬑      | x            | x            | /x/       | U+10B11: AVESTAN LETTER XE          |
| 𐬒      | x́            | ḣ            | /xʲ/, /ç/ | U+10B12: AVESTAN LETTER XYE         |
| 𐬓      | xᵛ           | xᵛ           | /xʷ/      | U+10B13: AVESTAN LETTER XVE         |
| 𐬔      | g            | g            | /ɡ/       | U+10B14: AVESTAN LETTER GE          |
| 𐬕      | ġ            | —            | /ɡʲ/, /ɟ/ | U+10B15: AVESTAN LETTER GGE         |
| 𐬖      | γ            | γ            | /j/       | U+10B16: AVESTAN LETTER GHE         |
| 𐬗      | c            | č            | /t͡ʃ/      | U+10B17: AVESTAN LETTER CE          |
| 𐬘      | j            | ǰ            | /d͡ʒ/      | U+10B18: AVESTAN LETTER JE          |
| 𐬙      | t            | t            | /t/       | U+10B19: AVESTAN LETTER TE          |
| 𐬚      | ϑ            | ϑ            | /θ/       | U+10B1A: AVESTAN LETTER THE         |
| 𐬛      | d            | d            | /d/       | U+10B1B: AVESTAN LETTER DE          |
| 𐬜      | δ            | δ            | /ð/       | U+10B1C: AVESTAN LETTER DHE         |
| 𐬝      | t̰            | t̰            | /t̚/       | U+10B1D: AVESTAN LETTER TTE         |
| 𐬞      | p            | p            | /p/       | U+10B1E: AVESTAN LETTER PE          |
| 𐬟      | f            | f            | /f/       | U+10B1F: AVESTAN LETTER FE          |
| 𐬠      | b            | b            | /b/       | U+10B20: AVESTAN LETTER BE          |
| 𐬡      | β            | w            | /β/       | U+10B21: AVESTAN LETTER BHE         |
| 𐬢      | ŋ            | ŋ            | /ŋ/       | U+10B22: AVESTAN LETTER NGE         |
| 𐬣      | ŋ́            | ŋ́            | /ŋʲ/      | U+10B23: AVESTAN LETTER NGYE        |
| 𐬤      | ŋᵛ           | —            | /ŋʷ/      | U+10B24: AVESTAN LETTER NGVE        |
| 𐬥      | n            | n            | /n/       | U+10B25: AVESTAN LETTER NE          |
| 𐬦      | ń            | —            | /ɲ/       | U+10B26: AVESTAN LETTER NYE         |
| 𐬧      | ṇ            | n, m         | /ŋ/       | U+10B27: AVESTAN LETTER NNE         |
| 𐬨      | m            | m            | /m/       | U+10B28: AVESTAN LETTER ME          |
| 𐬩      | m̨            | —            | /m̥/, /mʰ/ | U+10B29: AVESTAN LETTER HME         |
| 𐬪      | ẏ            | y            | /j/       | U+10B2A: AVESTAN LETTER YYE         |
| 𐬫      | y            | y            | /j/       | U+10B2B: AVESTAN LETTER YE          |
| 𐬌      | ii           | y            | /ii̯/      | U+10B0C: AVESTAN LETTER I (doubled) |
| 𐬬      | v            | v            | /v/       | U+10B2C: AVESTAN LETTER VE          |
| 𐬎      | uu           | v            | /uu̯/      | U+10B0E: AVESTAN LETTER U (doubled) |
| 𐬭      | r            | r            | /r/       | U+10B2D: AVESTAN LETTER RE          |
| 𐬯      | s            | s            | /s/       | U+10B2F: AVESTAN LETTER SE          |
| 𐬰      | z            | z            | /z/       | U+10B30: AVESTAN LETTER ZE          |
| 𐬱      | š            | š            | /ʃ/       | U+10B31: AVESTAN LETTER SHE         |
| 𐬲      | ž            | ž            | /ʒ/       | U+10B32: AVESTAN LETTER ZHE         |
| 𐬳      | š́            | š            | /ɕ/       | U+10B33: AVESTAN LETTER SHYE        |
| 𐬴      | ṣ̌            | š            | /ʂ/       | U+10B34: AVESTAN LETTER SSHE        |
| 𐬵      | h            | h            | /h/       | U+10B35: AVESTAN LETTER HE          |
| Lletra | Hoff.        | Bar.         | AFI       | Unicode                             |
| Lletra | Transcripció |              | AFI       | Unicode                             |

Posteriorment, per escriure Persa mitjà, va afegir-se una altra consonant 𐬮 per representar el fonema /l/ que no existia en llengua avèstica.